# 格蘭特縣 (阿肯色州)
格蘭特縣（英語：Grant County）是美國阿肯色州中南部的其中一個縣。面積1,639平方公里。根據美國2000年人口普查，共有人口16,464人。縣治謝里敦。
成立於1869年2月4日。縣名紀念南北戰爭北軍將領、第十八任總統尤里西斯·格蘭特。本縣為一禁酒的縣。